# Tragèdia dels comuns

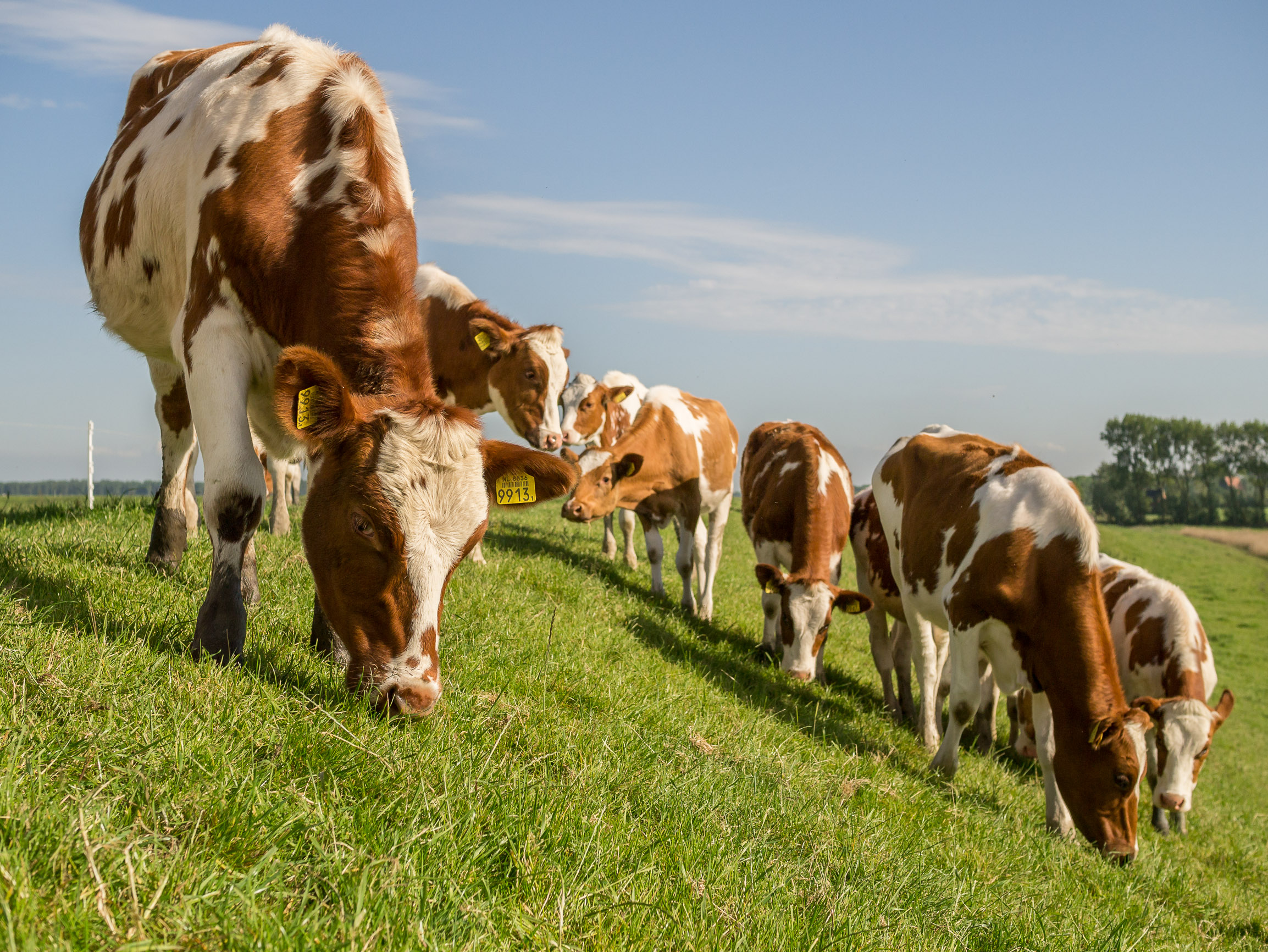
Grup de vaques pasturant

La tragèdia dels comuns (originalment i en anglès Tragedy of the commons) és una teoria econòmica on s'explica que en un escenari d'ús de recursos compartits, els usuaris individuals actuen de forma independent en funció del seu propi interès i acaben comportant-se de forma contrària a l'interès comú, arribant a fer malbé el recurs o fins i tot produint-ne l'esgotament. El concepte i el nom es van introduir per primera vegada en un assaig de 1833 publicat per l'economista victorià William Forster Lloyd, qui utilitza un exemple hipotètic dels efectes del pasturatge no regulat en terres comunes o emprius, anomenades commons a les illes Britàniques.
El terme es va popularitzar més d'un segle més tard, el 1968, arran d'un article publicat per l'ecologista Garrett Hardin a la revista Science, en relació als perills potencials de la superpoblació humana. En aquest context, els comuns s'entenen com qualsevol recurs compartit i no reglamentat, com ara l'atmosfera, els rius i oceans, les poblacions de peixos, o fins i tot la nevera d'una oficina.
S'ha argumentat que el terme 'tragèdia dels comuns " és un terme poc adequat per se, ja que comuns es referia originalment a la gestió d'un recurs privat propietat d'una comunitat de pastors, al qual cap individu fora de la comunitat hi tenia accés. No obstant això, el terme s'utilitza actualment per descriure un problema on tots els individus tenen accés igual i obert a un recurs. Per tant, alguns proposen tragèdia dels règims d'accés obert o simplement el problema de l'accés obert com a termes més adients.
Aquest concepte es fa servir sovint en connexió amb teories de desenvolupament sostenible, protecció mediambiental i en el debat sobre l'escalfament global. També s'ha fet servir en diversos camps de l'economia, la psicologia evolutiva, l'antropologia, la teoria de jocs i la sociologia.
En canvi, altres sociòlegs han considerat que el dilema és un parany social en el qual s'emfatitza el conflicte social per sobre d'un ús raonat dels recursos comuns, en implicar una contradicció entre els interessos o beneficis dels individus i els béns comuns o públics. Economistes com Elinor Ostrom, posen el focus en la viabilitat d'una gestió responsable i eficient de recursos comuns.

## Propostes

### Proposta de Lloyd
El 1833, l'economista anglès William Forster Lloyd va publicar un text que incloïa un exemple hipotètic d'un excés d'utilització d'un recurs compartit. Es tractava d'un grup de ramaders que compartien una parcel·la de terreny en la qual tots tenien dret per deixar que les vaques pasturessin, tal com era costum en els pobles anglesos. Lloyd diu que si un pastor incrementa indiscriminadament la mida del seu ramat, es poden donar situacions de sobrepastura. Per a cada animal addicional, un pastor podria rebre beneficis addicionals, però el recurs compartit es veuria afectat. Si tots els pastors prenguessin aquesta decisió racional a títol individual, el recurs compartit (el commons) es podria esgotar o fins i tot ser destruït, en detriment de tots.

### Versió de Hardin
El 1968, l'ecologista Garret Hardin va explorar el dilema social en el seu article "The Tragedy of the Commons", publicat a la revista Science. L'assaig agafava el títol del pamflet de Lloyd, tal com explica, analitzant la sobrepastura dels recursos compartits. Hardin es va centrar en el creixement de la població humana, l'ús dels recursos naturals de la Terra, i l'estat de benestar. Hardin argumenta que, si els individus basen les seves decisions només en si mateixos, i no tenen en compte la seva relació amb la societat, arribaria un punt on alguns pares tindrien menys fills perquè no els podrien alimentar d'una manera adequada. Aquest sistema ja ocorre al món animal. Hardin criticà l'estat del benestar, com a responsable per fomentar la tragèdia dels comuns, ja que un estat on es promou activament la natalitat pot provocar una Catàstrofe maltusiana. També criticà la Declaració universal dels drets humans, on es defensa que la família és la unitat fonamental de la societat i que la mida de la mateixa ha de dependre únicament de la pròpia família, i no pot ser decidida per ningú més. En la pràctica només un país —la República Popular de la Xina va prendre mesures de control de la natalitat. Hardin diu que si tots els individus fan servir un recurs compartit sense tenir en compte la resta d'integrants de la societat, aquests recursos es poden arribar a col·lapsar. Per això en reclama una gestió pública o regulada.

### Ús contemporani
L'article de Hardin va ser el començament de l'ús modern del terme "comuns" com un terme que connota un recurs compartit. Com Frank van Laerhoven i Elinor Ostrom han declarat: "Abans de la publicació de l'article de Hardin sobre la tragèdia dels comuns (1968), títols que contenen les paraules comuns, recursos comuns, o propietat comuna eren molt escassos en la literatura acadèmica ". El 2002, Barrett i Mabry van dur a terme un important estudi entre biòlegs per determinar quines publicacions al segle XX s'havien convertit en els llibres clàssics o publicacions de referència en biologia, i l'article de Hardin va ser el que va tenir l'impacte més gran entre els biòlegs, així com el més citat.

## Aplicacions

### Sentit metafòric
Hardin, igual que Lloyd i que Thomas Malthus, estava principalment preocupat pel problema de la superpoblació humana. Però en el seu assaig també es va centrar en l'ús de recursos finits, ressaltant-ne una visió negativa. Com a metàfora, la tragèdia dels comuns no es pot interpretar literalment. La paraula "tragèdia" no es fa servir en el sentit formal ni teatral, i l'ús de "comuns" s'ha malinterpretat sovint, fent que ell mateix digués que hauria d'haver titulat la seva obra "The Tragedy of the Unregulated Commons".
La metàfora il·lustra l'argument que un accés lliure i il·limitat a un recurs finit pot provocar-ne una sobre-explotació, sigui aquesta temporal o definitiva. Això és degut al fet que els beneficis de l'explotació del recurs són per a individus o grups, cadascun dels quals és motivat a maximitzar-ne l'ús, mentre que els costos de l'explotació són assumits per tothom. Això acaba provocant una bola de neu que acaba col·lapsant el recurs, encara que tingui capacitat de recuperació. El mateix concepte també es coneix com la tragèdia dels pescadors, ja que pescar massa peixos abans o durant la cria pot reduir-ne dràsticament la població.

### Elscomunsactualment
El terme se sol relacionar amb temes de sostenibilitat. Aquest dilema afecta a diversos recursos actuals, com són l'aigua, els boscos, el peix i les energies no renovables. En economia, la tragèdia dels comuns també es pot considerar com aquells efectes nocius per a tercers a l'hora de consumir un bé o servei. Per exemple, conduir vehicles té efectes nocius pel que fa als nivells de pol·lució, emissions de diòxid de carboni i accidents de trànsit.

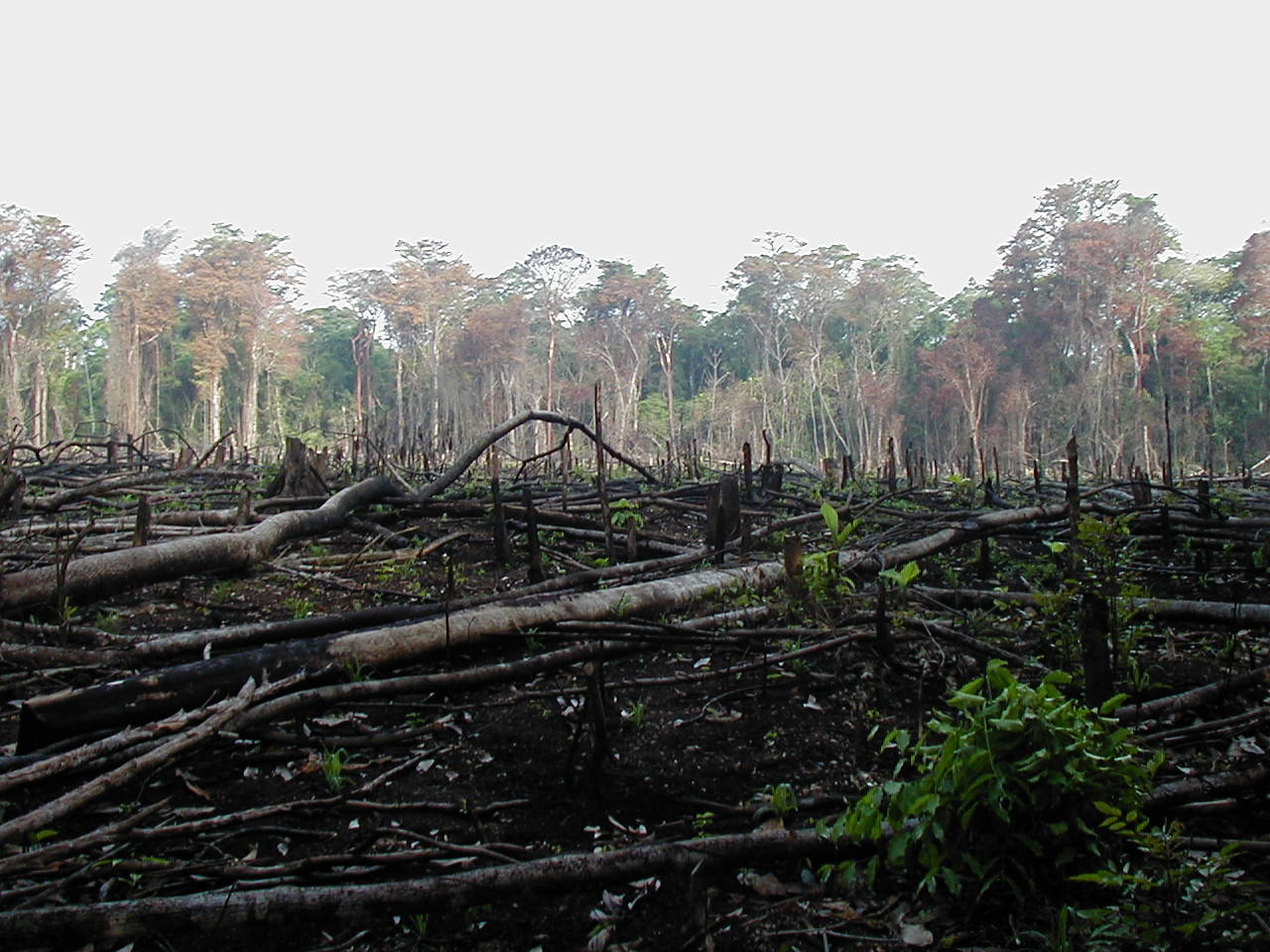
Desforestació a Mèxic per promoure l'agricultura

Alguns exemples generals de la potencial tragèdia dels comuns inclouen:
- L'ecologia del planeta terra
  - Creixement humà desproporcionat i superpoblació.
  - Pol·lució de l'aire
  - Malbaratament d'aigua[17]
  - Desforestació massiva[18]
  - Sobre-utilització dels recursos minerals i fòssils.
  - Reducció de la diversitat en la fauna[19]
  - Sobre-pesca[20][21]
  - Increment de la resistència dels antibiòtics pel seu malbaratament.[22]
- Recursos compartits
  - L'spam degrada la utilitat del sistema de correu electrònic i encareix el seu ús per a tots els usuaris, beneficiant només a un petit grup d'individus.
  - El vandalisme en espais públics.[23]

## El dilema dels comuns
El dilema dels comuns és una classe específica del dilema social, on els interessos egoïstes a curt termini de les persones són incompatibles amb els interessos col·lectius i del bé comú a llarg termini. Els investigadors acadèmics han estudiat la temàtica i han definit un seguit de factors motivacionals, estratègics i estructurals que poden afectar la gestió dels béns comuns. En teoria de jocs, aquest dilema es coneix com a Commonize Costs - Privatize Profits Game (CP-PP game per les seves sigles en anglès) que equival a socialitzar les pèrdues i privatitzar els guanys.

### Factors psicològics
En una anàlisi de la recerca experimental en la cooperació en el dilema dels comuns, Kolepman, Weber i Messick (2002) van identificar nou classes de variables independents que influïen en la cooperació: motius socials, de gènere, de recompensa, d'incertesa, de poder i d'estatus, grandària del grup, comunicació, causes i, finalment, entorn. Van organitzar aquests factors i van distingir entre factors individuals (trets de personalitat estables) i factors circumstancials externs (l'entorn). Els factors externs inclouen la tasca (Estructura social i decisió) i la percepció de la tasca.
Un altre factor important –que no està cobert en l'anàlisi de Kolepman et al (2002)– és la cultura. Els resultats empírics recolzen els arguments teòrics que el grup cultural és un factor crític que precisa ser estudiat en el context de variables externes. Més que comportar-se en un sentit d'incentius econòmics, la gent acceptaria cooperar en un context d'oportunitats adequat. Una versió expandida del model de la lògica d'oportunitats, suggereix que la cooperació està millor explicada sota la pregunta: "Què fa (regles) una persona com jo (identitat) en una situació com aquesta (reconeixement) donada la meva cultura (grup)?"

### Factors estratègics
Els factors estratègics són també part rellevant del dilema dels comuns. Un factor estratègic reiterat és l'ordre en el qual els individus colliran els recursos. Si els individus juguen simultàniament, tota la gent cull al mateix temps, mentre que en joc seqüencial, la gent agafa el bé comú d'acord amb una seqüència predeterminada: primer, segon, tercer, etc.
Hi ha una conseqüència de l'ordre clara en els jocs seqüencials: les collites d'aquells que van arribar primer (els líders) són majors que les d'aquells que van arribar més tard (els seguidors). La interpretació d'aquests efectes és que els primers jugadors se senten amb dret a recol·lectar més. Amb el joc seqüencial, els individus que arriben primer adopten un principi d'avarícia, mentre que els jugadors simultanis adopten un principi d'igualtat.
Un altre factor estratègic és l'habilitat de construir reputacions. Algunes recerques destaquen que les persones utilitzen menys part del bé comú en situacions públiques que en situacions anònimes. A més, aquells que cullen menys guanyen millor prestigi i influència dins del seu entorn social.

### Factors estructurals
Moltes recerques s'han centrat en quan i per què la gent voldria reestructurar els comuns per prevenir una tragèdia. Hardin es va fixar en la seva anàlisi dient que "La llibertat en els comuns provoca que s'arruïni tot." Una de les solucions proposades és la designació d'un líder que reguli l'accés al bé. Els grups són més propensos a ratificar a un líder quan un recurs comú està sent esgotat i quan gestionar un ben comú es considera una tasca difícil. Els grups prefereixen líders electes, democràtics i prototípics per al grup, i aquests tipus de líders són més reeixits imposant cooperació. Existeix una aversió general als líders autocràtics, encara que, potser seria una solució efectiva, possiblement per la por a l'abús de poder i a la corrupció.
La disposició de recompenses i sancions podria també ser efectiva en la preservació dels recursos comuns. Penalitzacions selectives per la sobre-explotació poden ser efectives per promoure la conservació de l'aigua i l'energia en les llars. Elinor Ostrom, guardonada amb el Nobel en Economia el 2009 pel seu treball en aquesta temàtica, apuntà que en la vida real les comunitats ja gestionen els recursos comuns, com la pesca, els sistemes de regadiu dels camps i terres de cultiu, i va identificar un nombre de casos d'èxit. Un dels factors claus és el recurs en si mateix; recursos amb uns límits definits poden ser preservats més fàcilment. Un segon factor: la dependència d'un recurs; ha d'haver una notable amenaça d'esgotament del recurs, i ha de ser difícil trobar substituts. El tercer és la presència d'una comunitat; població petita i estable amb un fort entramat social i normes que promouen la conservació. Una condició final són regles bàsiques per a la comunitat i procediments que incentivin els usos responsables i sancions per als usos que causin sobreexplotació.

## Solucions
En l'assaig original, Hardin situa el problema bàsic en l'expansió incontrolada de la població, suggerint que la solució passa pel control del dret a la procreació a través de la imposició de mesures coercitives adoptades per acord comú. En el seu Managing the Commons (1979) —escrit conjuntament amb John A. Baden— Hardin estudia aquest suggeriment més a fons.
No obstant això, trobar una solució a la suposada tragèdia en la seva versió restringida —entesa com la situació que porta necessàriament a la seva sobreexplotació i conseqüentment a l'esgotament a causa de l'abús “irracional” del recurs— ha estat un dels problemes subjacents de la filosofia i economia política. Generalment tals propostes de solució depenen de la implementació de mesures de restricció de l'accés a tals recursos, restricció controlada per alguna autoritat superior a la comunitat mateixa o algun agent extern (organismes nacionals o internacionals, etc). Alternativament es tendeix a transformar el recurs comú en propietat privada, assumint que els propietaris privats faran un ús més racional dels recursos, buscant no només utilitzar-ho sinó preservar-ho.
Altres solucions es deriven de l'aplicació del teorema de Coase. Aquest estableix, en relació al present, que si les externalitats es tractessin com a mercaderies —és a dir, estiguessin subjectes a la compravenda— el mercat portaria a resultats eficients, sense importar el règim de propietat. El model general suggereix que el sistema hauria de ser un, en el qual, els usuaris paguessin per les conseqüències negatives de l'ús del ben comú, cost que podria variar amb l'escassetat i nivell de la demanda d'aquest. Exemples d'aquesta aproximació són les ecotaxes; l'impost Verd; l'impost al el carboni, etc. S'al·lega que tal aproximació no només comportaria la preservació dels recursos comuns sinó que fins i tot podria estendre l'avantatge d'aquesta «explotació preservativa» a sectors no directament embolicats, transformant tal preservació en interès comú més ampli. Per exemple, Costa Rica hi hauria reeixidament expandit els avantatges del «turisme ecològic» a través de la consideració —pagant en sumes reals— els «serveis consumits» per la pol·lució.

## Crítica
Un dels supòsits de la tragèdia dels comuns és que la comunitat com a tal és incapaç d'aconseguir acords racionals en referència a l'ús de recursos comuns o, encara en el cas d'aconseguir-los, és incapaç d'obligar al seu compliment. Partint d'això, se suggereix que l'única solució possible és introduir un agent extern a la comunitat que actuï punt com a regulador com a garant de tals regulacions. Això, en la pràctica, es concreta ja sigui en el poder estatal o en actors privats motivats pels seus propis interessos o, potser més sovint, en una mescla de tots dos: la propietat dels béns comuns és transferida a individus els drets dels quals són salvaguardats per l'estat.
No obstant això tal assumpció és qüestionable. El treball de Elinor Ostrom mostra, en les paraules del comunicat informant d'atorgació del premi, que: «Ostrom ha desafiat la concepció tradicional que la propietat comuna és mal manejada... conclou que els resultats són millors que els predits per les teories estàndards. Observa que els usuaris dels recursos freqüentment desenvolupen sofisticats mecanismes de decisió i aplicació de regles per manejar conflictes d'interès, i caracteritza les regles que promouen resultats positius»
Així doncs alguns han afirmat que la «tragèdia dels comuns» no correspon necessàriament a la realitat i que la solució no requereix necessàriament actors externs que imposin racionalitat: la comunitat és capaç de trobar les seves pròpies solucions. Aquest punt ha estat emfatitzat pels partidaris del moviment cooperatiu.
Altres crítiques que es fan a la tesi de Hardin són:
- Que confon la gestió comunal amb el lliure accés als recursos.[36] La propietat comunal és una forma de propietat privada,[37] i com a tal està regulada, generalment per normes de caràcter consuetudinari, i els no propietaris estan exclosos del seu usdefruit.[38][39]

- Que la realitat empírica evidència que el tipus de propietat existent sobre els recursos naturals no influeix necessària i exclusivament en la seva degradació o ús sostenible.[40]

Almenys part de la controvèrsia s'origina en un desacord en si els individus necessàriament es comportessin de la manera cegament individualista que l'exemple suggereix. S'ha argumentat que fins i tot individus que persegueixen l'interès propi trobessin avantatjós cooperar, almenys en alguns casos, perquè tal cooperació és útil no només a l'interès comú o d'uns altres sinó també al propi de cadascun dels individus.
En el mateix sentit, s'ha al·legat que «la tragèdia dels comuns» ha estat utilitzada sovint com un argument a favor de la propietat privada per se o —en el present— de la privatització, sense examinar altres alternatives i, específicament, el cas contrari: la tragèdia dels anticomuns, en la qual individus actuant racional, però separadament, malbaraten —infrautilitzant— algun bé o recurs (veure consorci i oligopoli). Des d'aquest punt de vista s'argumenta que tots dos casos són exemples de drets de propietat mal definits: en el primer, diverses empreses o individus tenen drets conjunts d'ús d'un determinat actiu, però cap d'elles (fins i tot en conjunt) té el dret de regular l'ús total o excloure als altres de tal ús, mentre que la tragèdia dels anticomuns seria un exemple de drets de propietat mal definits per la raó oposada: diverses empreses tenen drets conjunts d'ús sobre un determinat actiu, però a més posseeixen un dret absolut d'exclusió sobre l'ús de tal actiu, dret que exerceixen sense consideració d'interessos comunals més amplis.
Autors com Yochai Benkler argumenten que amb l'auge d'internet i la digitalització del món, un sistema econòmic basat en els comuns torna a ser possible Un dels exemples d'aquesta visió és el programari lliure.